# Edificio antiguo del Banco Central del Ecuador
El edificio antiguo del Banco Central del Ecuador es una construcción de estilo academicista que se encuentra en el Centro Histórico de la ciudad de Quito, en la esquina de las calles García Moreno y Sucre, frente a la imponente iglesia de La Compañía. Actualmente alberga el Museo Numismático del Banco Central, en el que se puede conocer la historia de la moneda ecuatoriana desde tiempos aborígenes. El edificio, construido a inicios del siglo XX, está inventariado dentro de los bienes patrimoniales de la ciudad, y por tanto forma parte del patrimonio cultural de la humanidad.

## Construcción

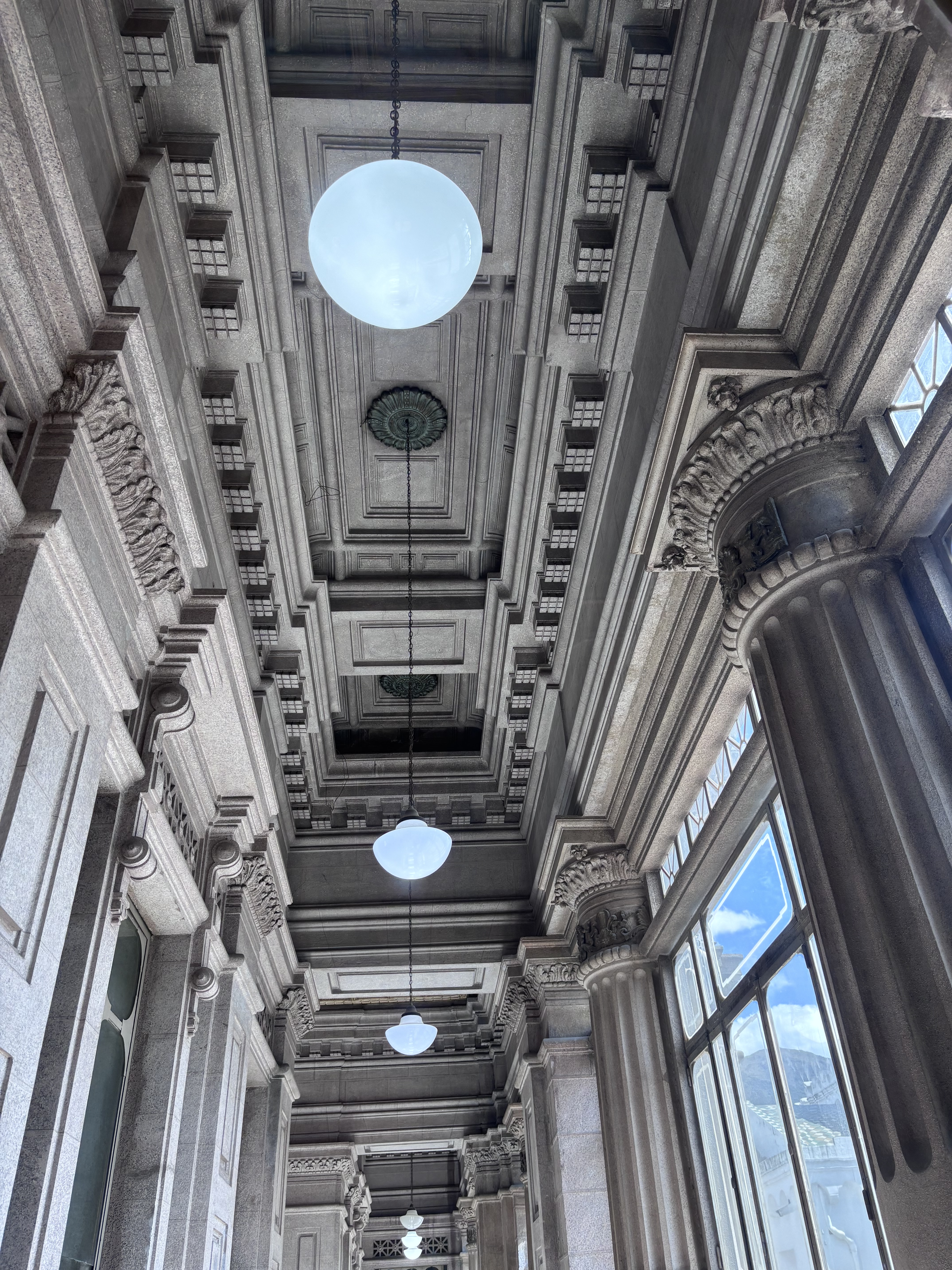
Cielo raso del corredor principal

El edificio inició su diseño por encargo del Banco del Pichincha en 1916. La institución privada contrató al arquitecto Francisco Durini Cáceres para proyectar un edificio digno de la importancia que había cobrado la entidad en tan solo una década, desde su fundación en 1906.

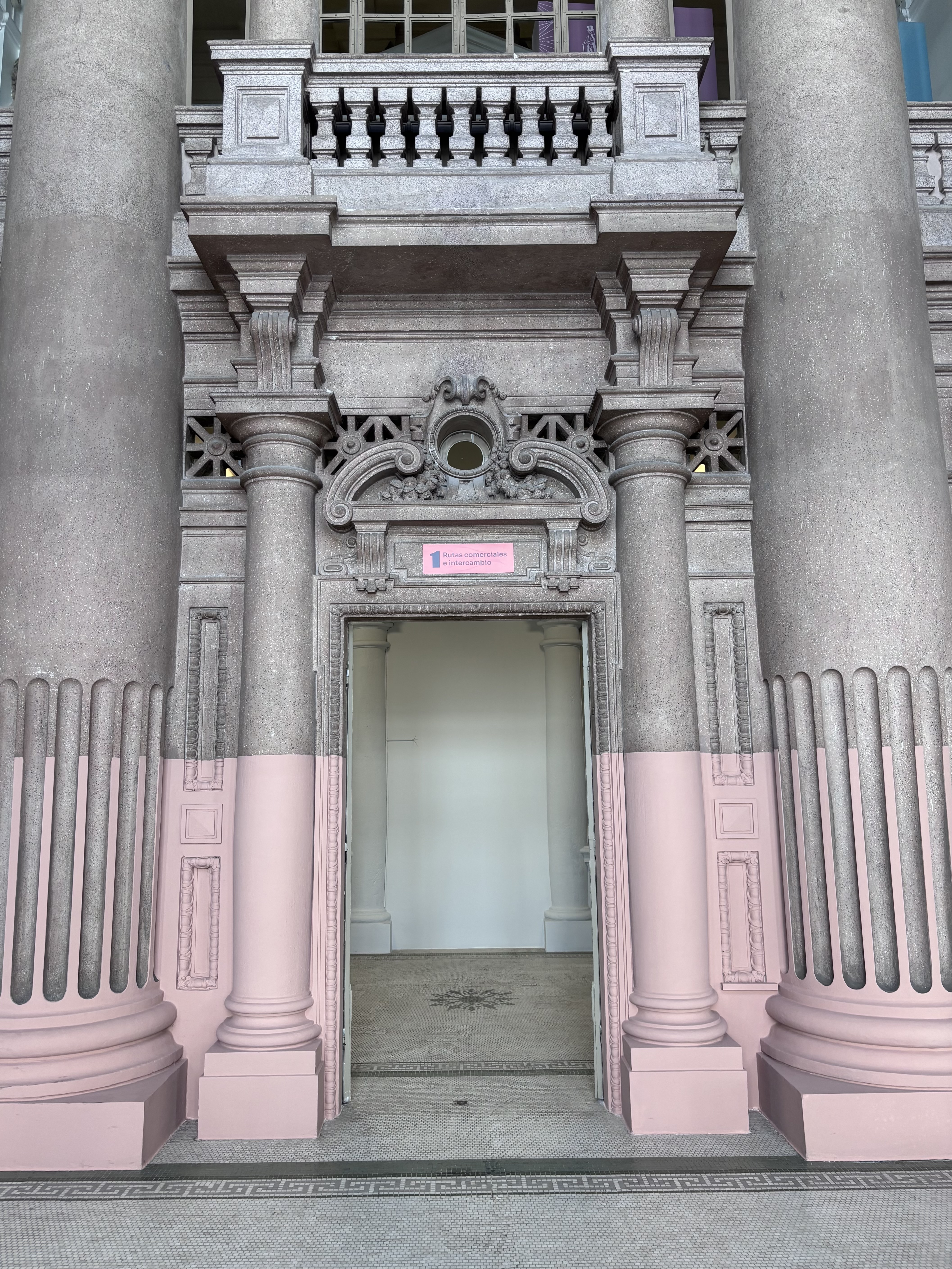
Entrada a una de las salas de exposiciones.

Durini presentó un boceto original del anteproyecto, que seguía el estilo de las casas historicistas del Centro Histórico de Quito; sin embargo, el directorio del banco deseaba que su nueva sede no fuese opacada por la vecina iglesia de La Compañía, cuya imponente fachada barroca destacaba por sobre cualquier otra, obteniendo un cambio radical en el diseño original, y cambiándolo por el de fachada de piedra que se aprecia en la actualidad.
La construcción inició en 1922, pues apenas un año antes se habían logrado obtener los permisos del cabildo para su edificación. Antes de que el edificio fuese terminado en 1924, el Banco del Pichincha atravesó una crisis financiera y debió entregar la obra como parte de pago de la deuda que mantenía con el Banco Central del Ecuador. Esta última entidad solicitó a Durini unos pocos cambios al diseño, aunque no se mudó al edificio sino hasta 1927, cuando toma posesión efectiva del bien.

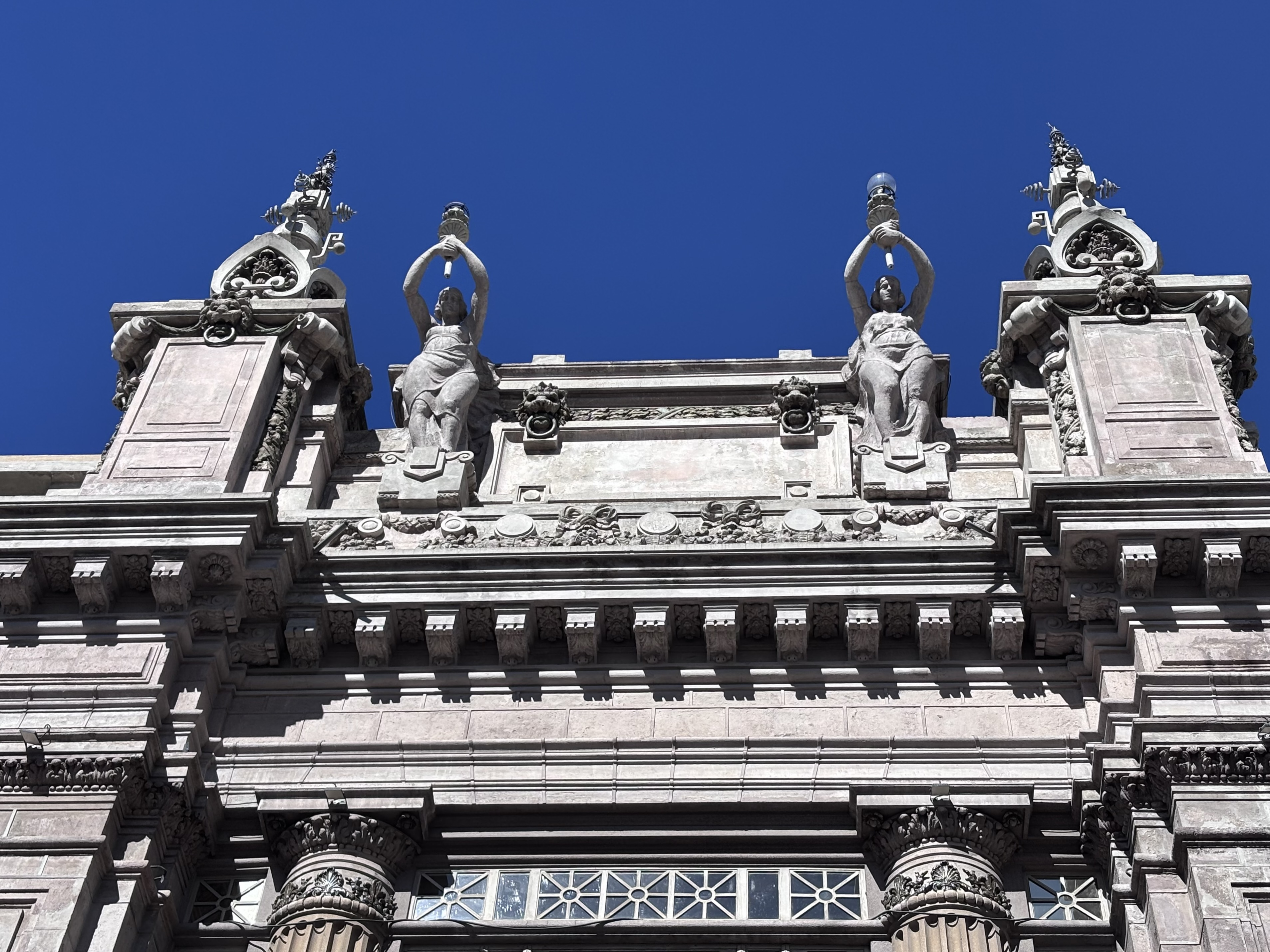
Decoración exterior

En 1968 el Banco Central desocupa el edificio para mudarse a un moderno edificio de estilo racionalista frente al parque La Alameda, dejando que la Biblioteca Nacional ocupe la estructura del Centro Histórico hasta 1979, año en que esta última se trasladó al Edificio de Los Espejos de la Casa de la Cultura Ecuatoriana. 
Permaneció desocupado hasta 1983, año en que el Banco Central inició su restauración tras varios años de deterioro. En 1988 concluyen las obras y el edificio es designado como Museo Numismático Nacional, entidad que permanece en el mismo hasta la actualidad.

## Estructura

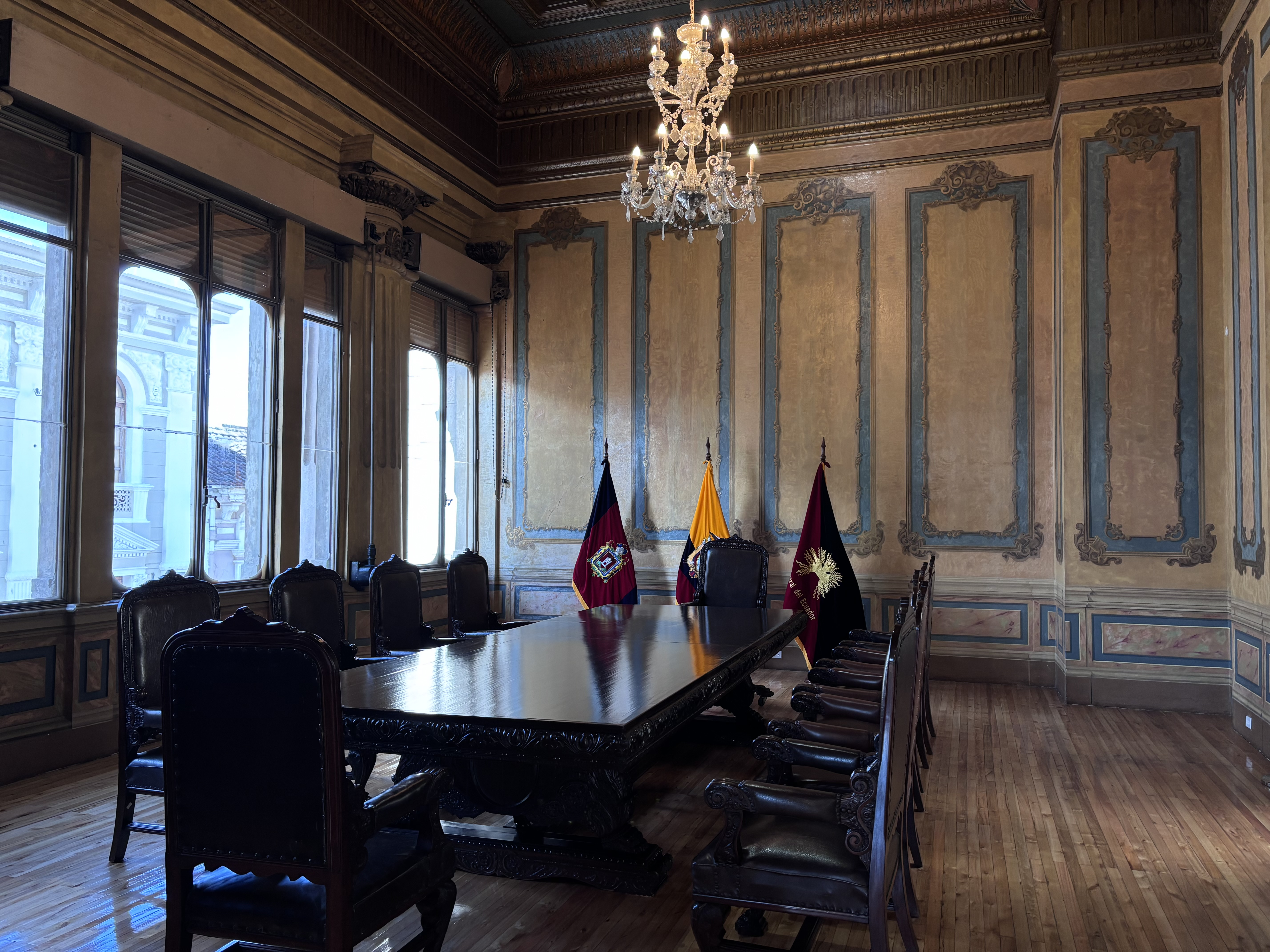
Sala de la Junta Monetaria

El edificio presenta una base rectangular, con frentes hacia las dos calles sobre las que se encuentra el terreno y entrada en la esquina de las mismas. Su estructura es de hormigón armado, usándose rieles de ferrocarril en vigas y columnas; la gran escalera fue construida mediante sistemas prefabricados, y toda la carpintería en el edificio es metálica.
El edificio se integra morfológicamente con el sector gracias al respeto en la altura de las cornisas, el uso de zócalos de piedra en la base y la fachada de hormigón imitación piedra. Procurando brindar iluminación natural a todo el edificio, el arquitecto colocó estructuras de metal y vidrio, a modo de claraboyas, en varias secciones del edificio. Grandes lámparas de vidrio importado, cielos rasos de latón, mosaicos para el piso y pinturas murales son los elementos que complementan la decoración interna, de un estilo que se acerca más al art nouveau que al neoclásico del exterior.

## Galería

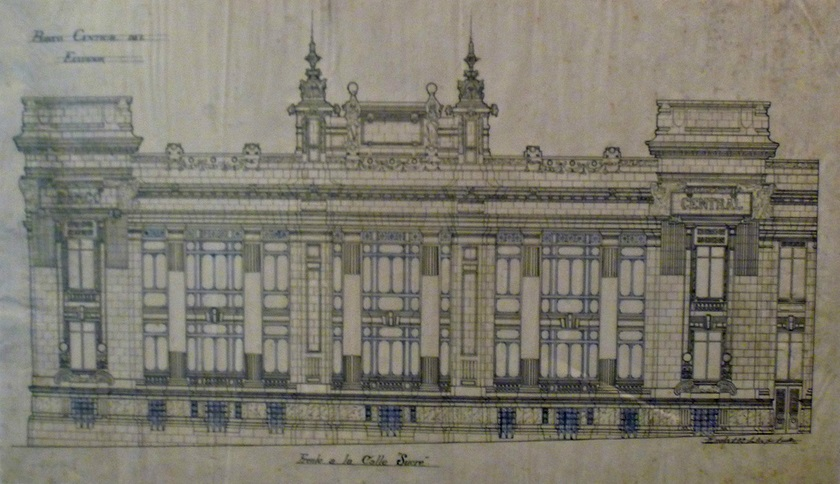
Boceto del edificio con los arreglos encargados por el Banco Central a Francisco Durini (1922).
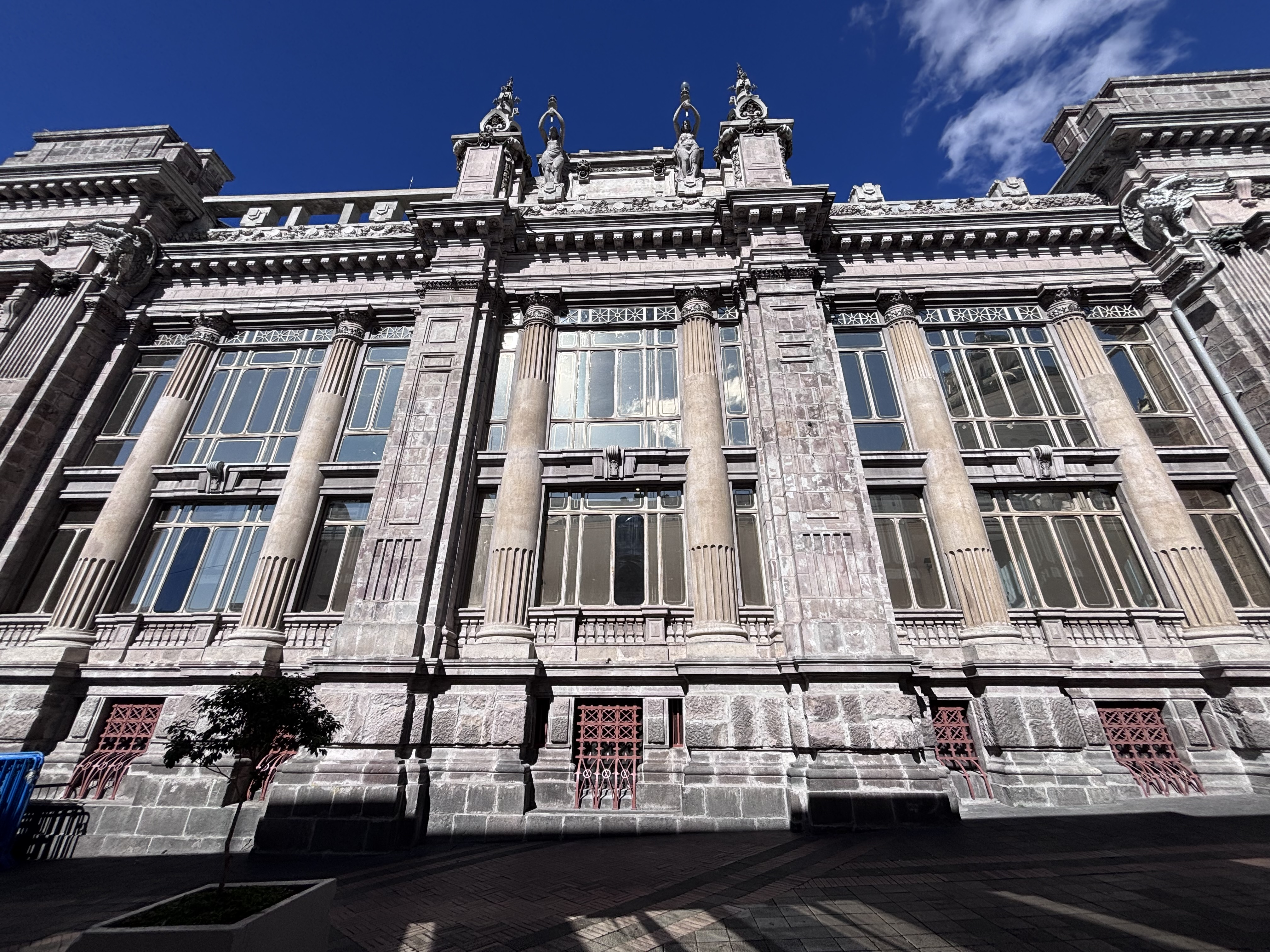
Vista desde la calle Sucre.
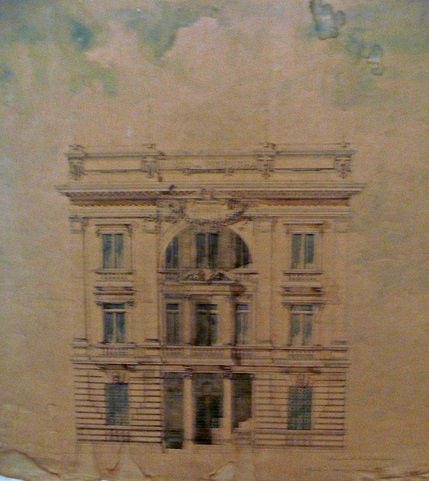
Boceto preliminar para el edificio del Banco del Pichincha, por Francisco Durini (1916).
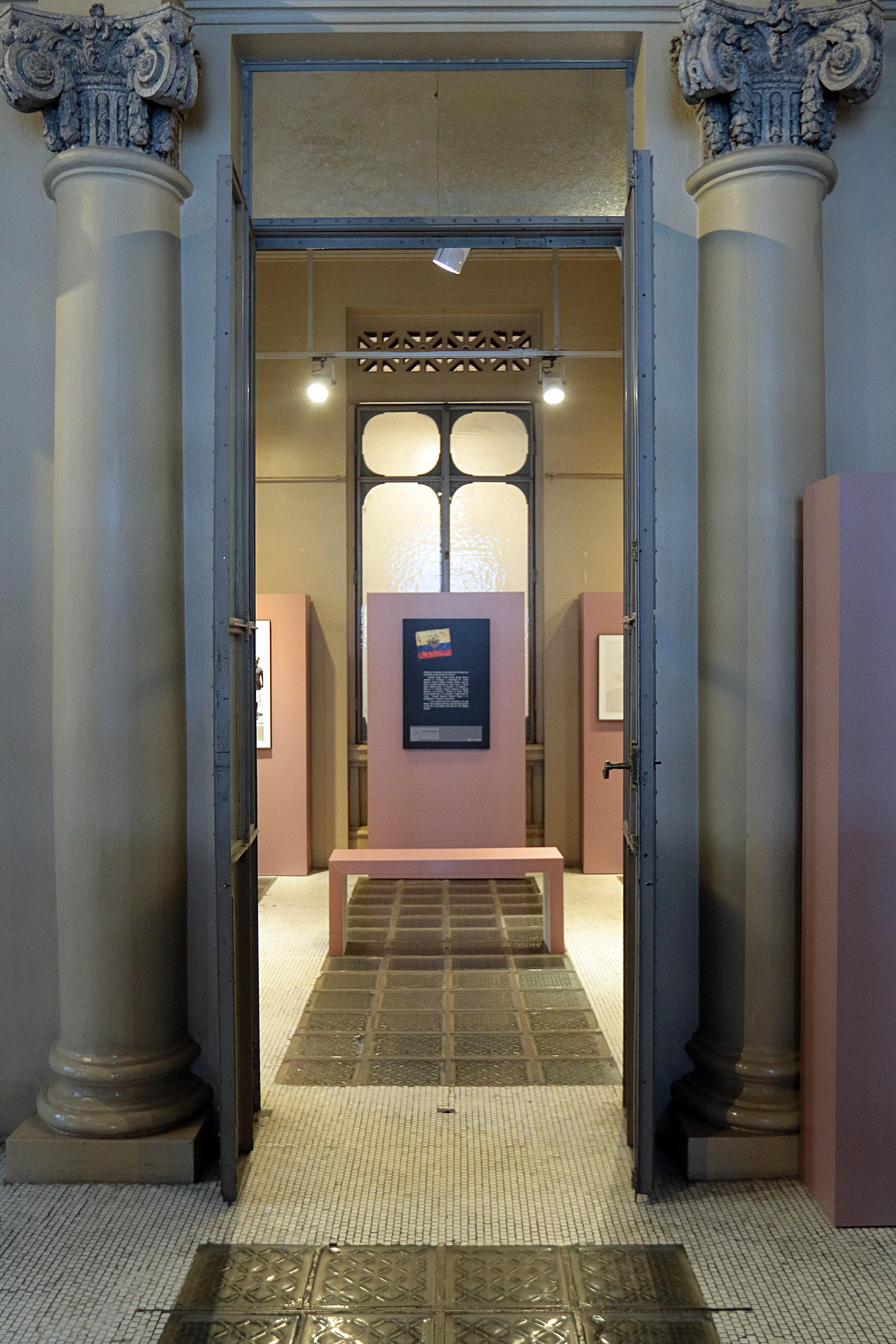
Interiores del edificio (2015).
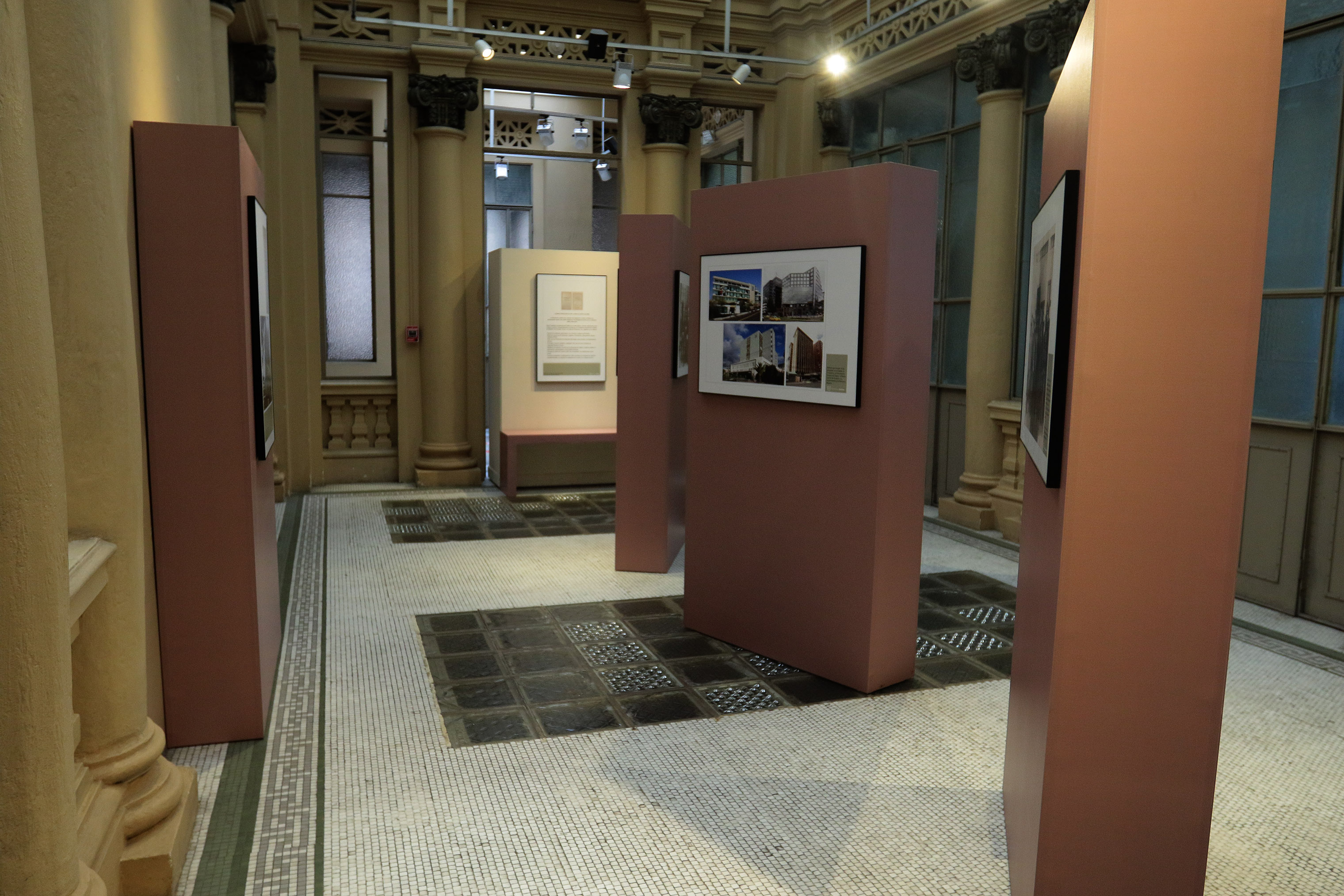
Interiores del edificio (2015).
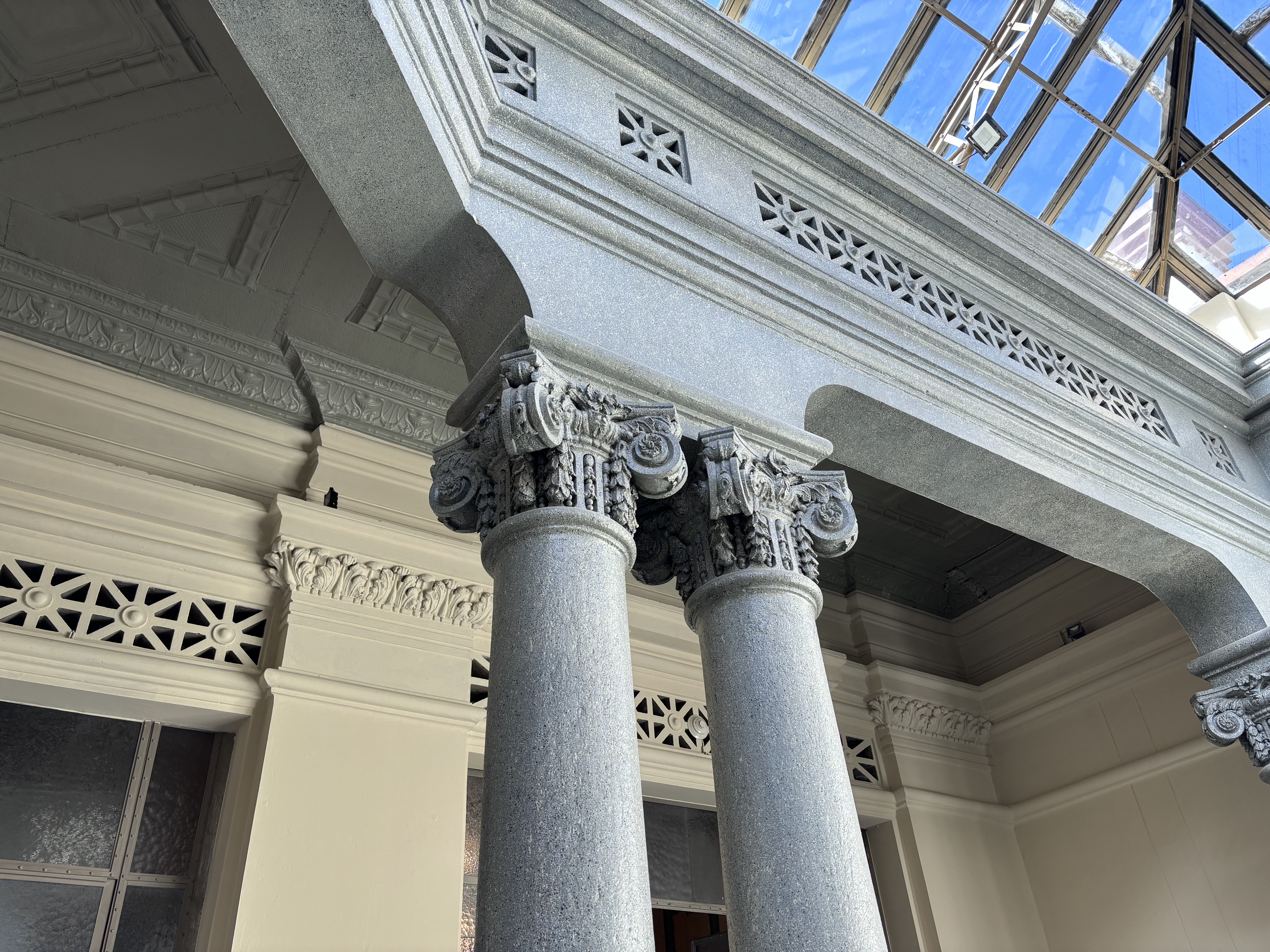
Capiteles compuestos.
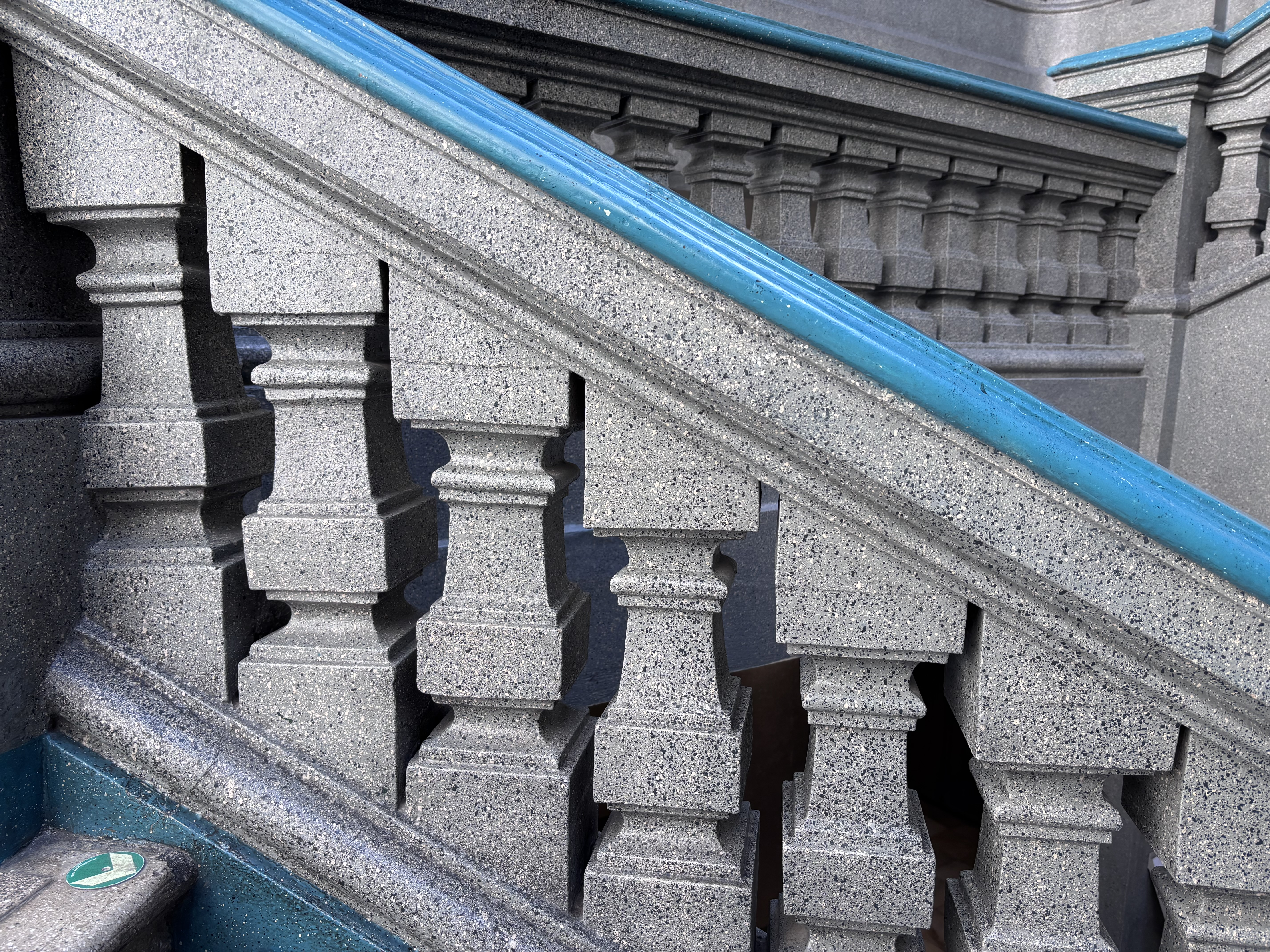
Balaustrada.
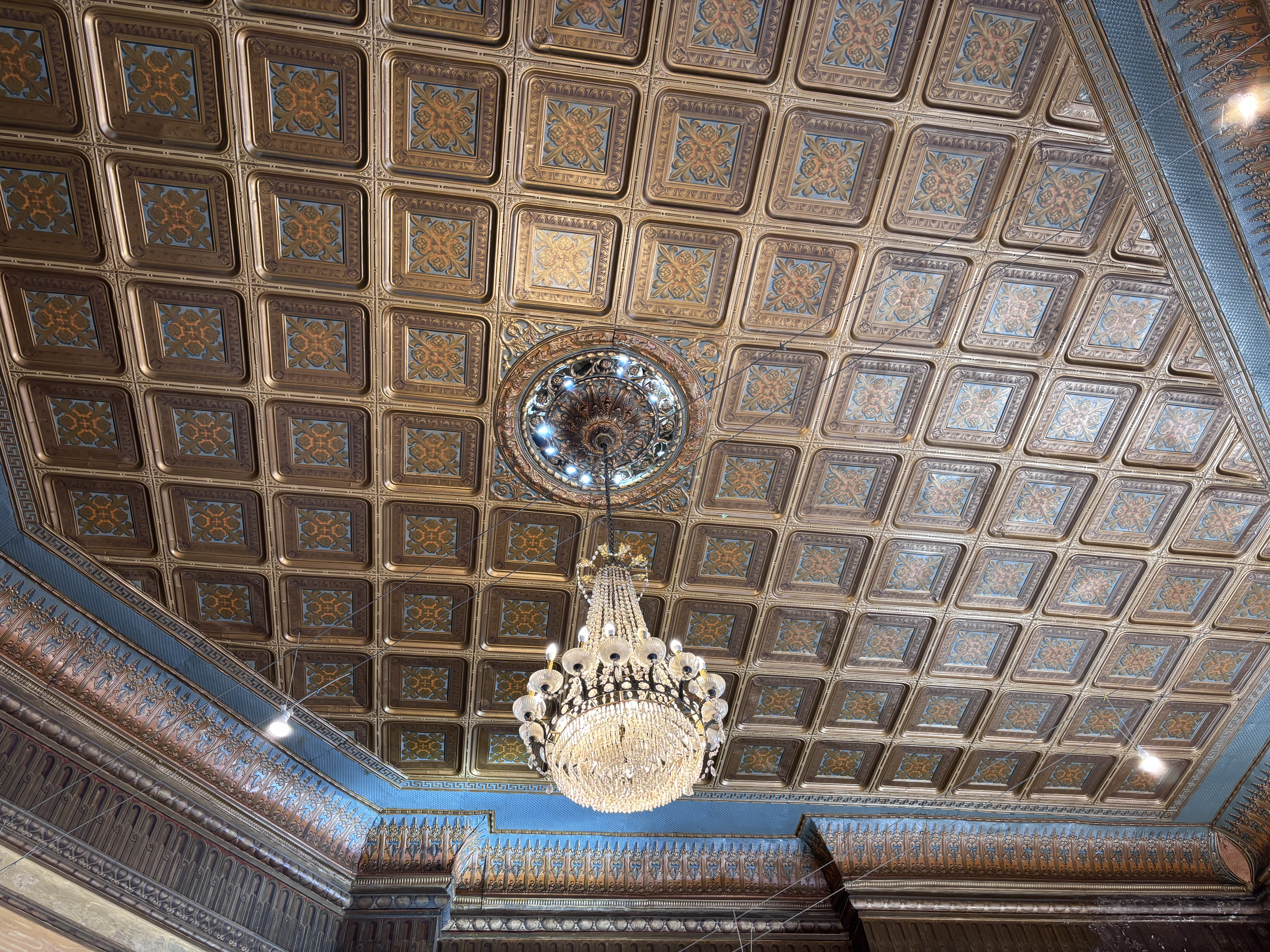
Cielo raso y araña.
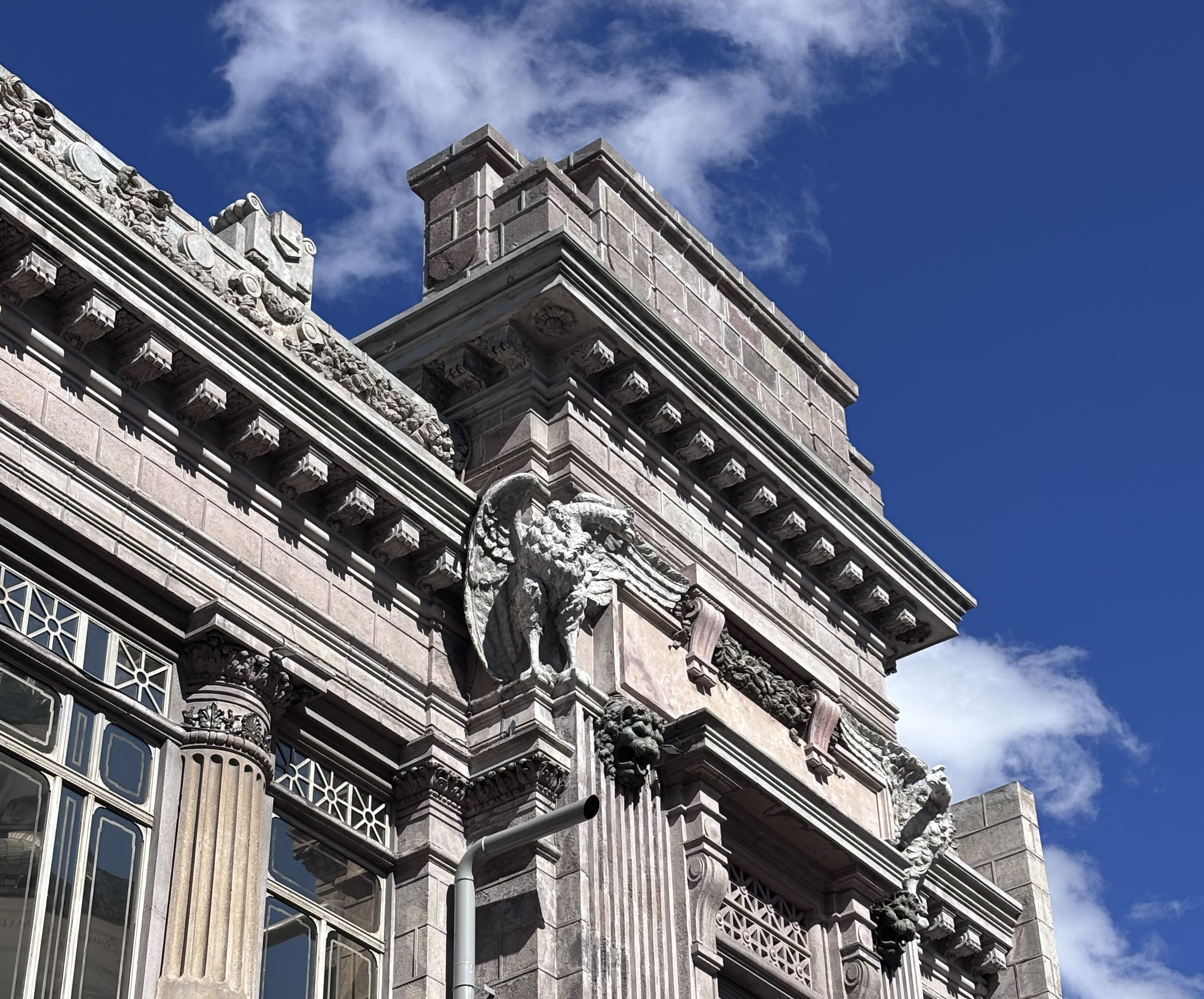
Cóndores.
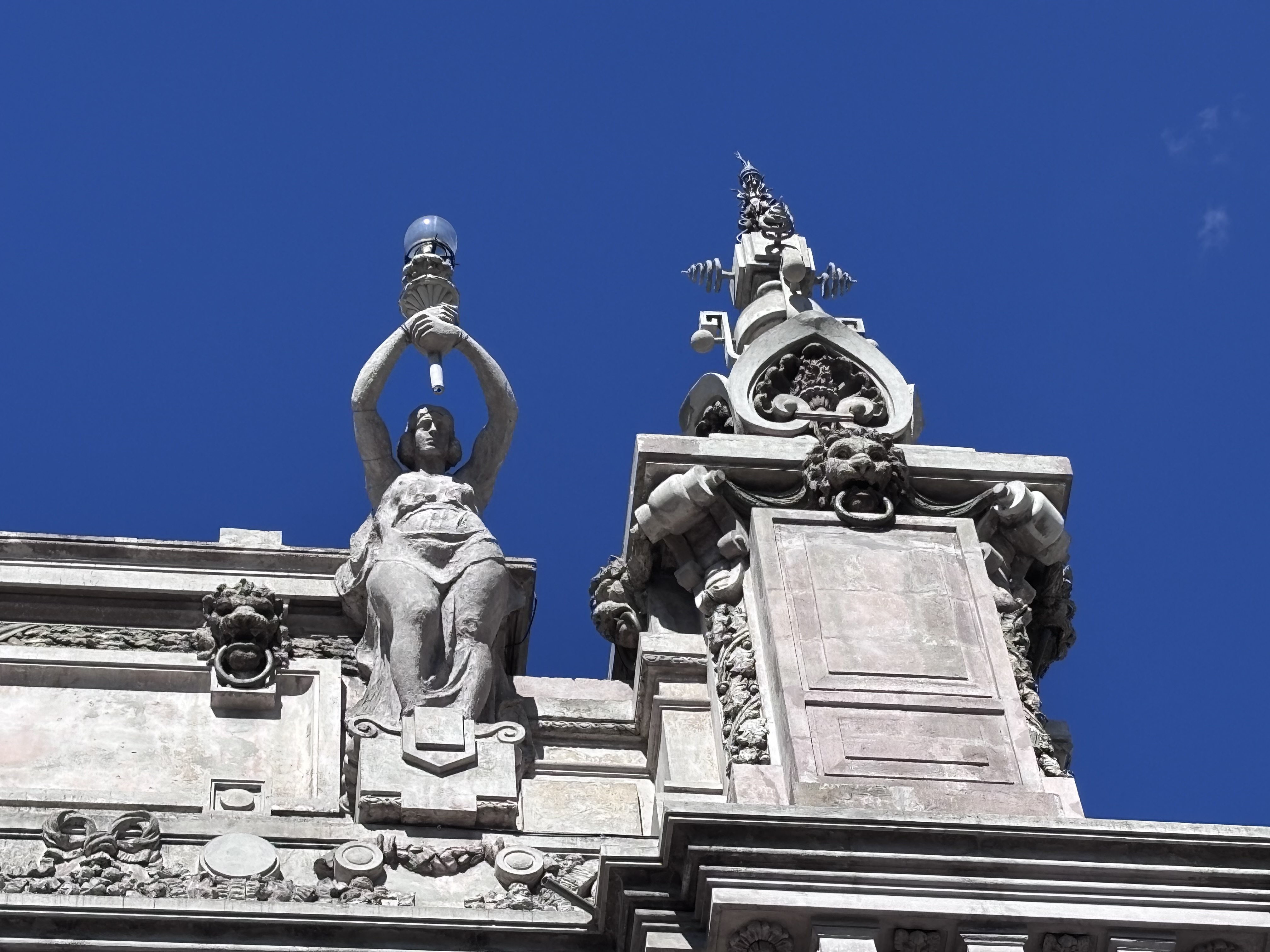
Decoración de aguja y figura femenina sosteniendo una lámpara eléctrica.